# Mid-Western Highway
Der Mid-Western Highway ist eine Fernstraße im Zentrum des australischen Bundesstaates New South Wales. Er verbindet den Great Western Highway in Bathurst mit dem Cobb Highway in Hay.

## Verlauf
Der Mid-Western Highway zweigt in Bathurst vom Great Western Highway (R32) nach West-Südwesten ab. In Cowra, wo auch der Olympic Highway (R41) und der Lachlan Valley Way (S81) einmünden, überquert er den Lachlan River und wendet sich nach Westen. In Grenfell quert er den Henry Lawson Way und verläuft 9 km zusammen mit ihm weiter nach Westen. Er überquert die Weddin Mountains und erreicht bei Marsden den Newell Highway (N39).
Mit diesem zusammen führt er in südwestlicher Richtung nach West Wyalong, wo er erneut nach Westen abzweigt. Von West Wyalong aus beschreibt der Mid-Western Highway einen flachen, weiten Bogen nach Südwesten durch weites Weideland und trifft 250 km weiter auf das Nordufer des Murrumbidgee River. Wenige Kilometer weiter trifft er in Hay auf den Cobb Highway (R75) und endet.

## Bedeutung
Der Mid-Western Highway ist Teil der kürzesten Straßenverbindung zwischen Sydney und Adelaide. Seit Ausbau des Hume Highway (N31) führt die bevorzugte Strecke zwischen den beiden Hauptstädten über diesen und den Sturt Highway (N20) Diese Strecke über Wagga Wagga ist zwar 20 km länger aber wegen des besseren Ausbauzustandes schneller zu befahren.